# Jill Hetherington
Jill Hetherington (Brampton, 1964. október 27. –) kanadai teniszezőnő. Pályafutása során egy egyéni és tizenhárom páros WTA-tornát nyert meg. Három alkalommal volt döntős Grand Slam-tornán, ebből kétszer párosban, egyszer vegyes párosban.
Részt vett az 1988-as és az 1996-os nyári olimpián. 1988-ban egyéniben a második fordulóban kiesett. Párosban 1988-ban és 1996-ban is a negyeddöntőig jutott.

## Év végi világranglista-helyezései
| Év       | 1987 | 1988 | 1989 | 1990 | 1991 | 1992 | 1993 |
| Helyezés | 203. | 84.  | 123. | 243. | 240. | 277. | 463. |